# Olimpia Koło
Miejski Klub Sportowy Olimpia Koło – polski klub piłkarski z Koła, założony w 1920 roku. Od sezonu 2022/2023 występujący w V lidze wielkopolskiej II. Największym sukcesem klubu są występy sekcji piłki nożnej oraz piłki ręcznej w III lidze.

## Historia
Klub powstał w 1920 roku z inicjatywy Franciszka Rutkowskiego oraz Antoniego Czapskiego. Wkrótce też ustalono barwy klubowe biało-czerwone (białe koszulki z czerwonym kołnierzem oraz czerwone spodenki). 
Najpierw grano z lokalnymi kolskimi drużynami: Biali oraz żydowskimi Maccabi i Hapoel. W miarę upływu czasu zaczęto zapraszać drużyny przyjezdne z Konina, Kutna, Kalisza, Poznania i Włocławka. Do wybuchu II wojny światowej KS Olimpia nie brał udziału w żadnych rozgrywkach ligowych. Podczas wojny klub zawiesił swo*ją działalność.

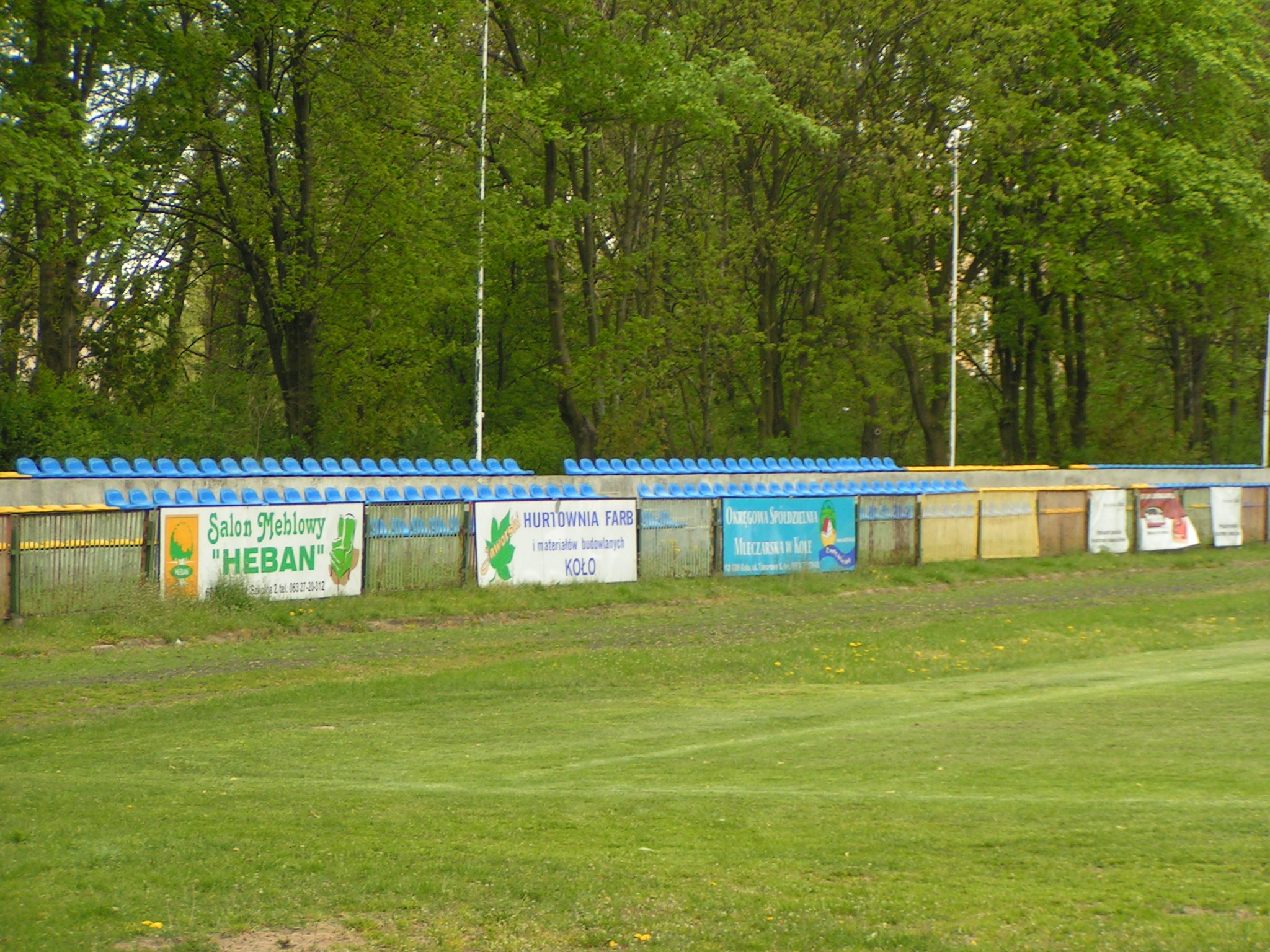
Stadion MOSiR w Kole przed ostatnim remontem

Mimo że obiekty sportowe były zniszczone przez działania wojenne, to klub reaktywował się i od nowa zaczęto grać w piłkę. Oprócz tego powstały inne „dzikie” drużyny w Kole – Wicher i Kolanka. Obok konińskich drużyn rywalami Olimpii były również drużyny z innych miast Wielkopolski. Rok 1948 przyniósł mistrzostwo klasy powiatowej i awans do B klasy. W kolejnym roku Olimpia zmienia nazwę na Gwardia. Opiekę nad piłkarzami przejęła Powiatowa Komenda Milicji Obywatelskiej. Zespół Gwardii na boiskach B klasy spisywał się rewelacyjnie m.in. 6:0 z Naprzodem Poznań, pozwoliło to awansować do półfinału w walce o A klasę. Ostatecznie jednak Gwardia przegrała finał z Legią Poznań. W 1954 roku powstał MZS Start Koło z sekcją piłkarską i bokserską. W 1955 roku Start awansował do A klasy. W tym samym roku przywrócono nazwę Olimpia. Rozegrano mecz towarzyski z Legią Warszawa, wynik 8:2 dla piłkarzy ze stolicy. W 1956 roku obie kolskie drużyny połączyły się i nazywały się ZS Start–Olimpia Koło. Debiut w A klasie jednak nie był udany dla Olimpii. W 20 meczach zdobyła 18 punktów i została zdegradowana do B klasy.

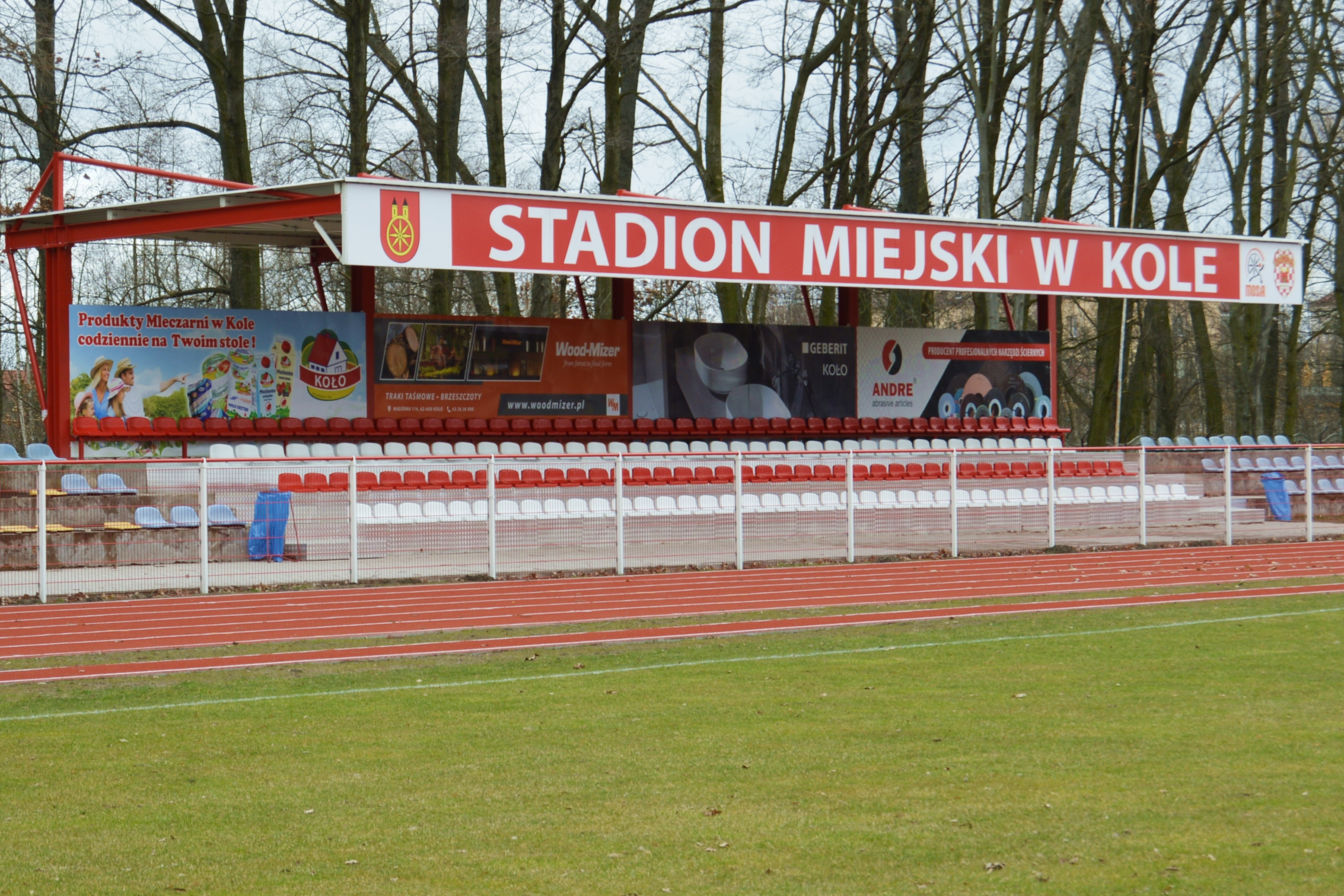
Trybuna główna stadionu w Kole

Rok 1959 był o wiele lepszy od poprzednich Olimpia wygrała większość meczów i grała w barażach o III ligę z Victorią Jarocin. Dwumecz nie przyniósł rozstrzygnięcia, w dodatkowym meczu rozegranym 25 października we Wrześni, 2:1 wygrała drużyna z Koła. W sezonie 1960 w trzecioligowym debiucie przegrała w Kościanie z Obrą 4:2. Sezon zakończyła na ostatnim miejscu co oznaczało spadek do A klasy. Wydział Gier i Dyscypliny dowiedział się o przewinieniu regulaminowym kolskich działaczy i wystawieniu do gry nieuprawnionego zawodnika i Olimpia została zdegradowana do B klasy. W 1963 roku Olimpia posiadała wiele sekcji: piłkarską (A klasa), bokserską (klasa powiatowa), piłki ręcznej (A klasa), piłki siatkowej (klasa powiatowa). W roku 1963 po raz kolejny grała baraż o III ligę tym razem z Energetykiem Poznań wygrany przez Olimpię 2:1. W sezonie 1963/1964, w 28 meczach Olimpia zdobyła 26 punktów i zajęła dziewiątą pozycję – najlepszą w historii sekcji piłkarskiej. Podsumowując w III lidze Olimpia Koło rozegrała 78 spotkań, zdobyła 50 punktów, bilans bramkowy 101:201.
W następnych latach Olimpia występowała na boiskach A klasy i B klasy. W 1980 r. nastąpił pierwszy awans do IV ligi konińsko-włocławskiej. W 1985 r. piłkarz Olimpii, Andrzej Rutkowski został powołany do Reprezentacji Polski do lat 16. W 1989 r. rozwiązano sekcję piłki ręcznej występującej przez wiele sezonów w III lidze. W 1992 roku piłkarze Olimpii rozegrali mecz na własnym boisku z reprezentacją Orłów Górskiego, wynik meczu 2:1 dla gości. 5 października 1993 roku Olimpia rozegrała kolejny mecz z drużyną pierwszej ligi – Sokołem Pniewy. Tym razem Olimpia zremisowała 1:1. W 1995 r. nastąpiła zmiana nazwy klubu z MZKS Start-Olimpia na MKS Olimpia. W latach 1995/1996, 1999–2001, 2002–2006 i od 2008 Olimpia znów występuje w IV lidze grupie wielkopolskiej południowej. W 2000 r. wychowanek kolskiego klubu Tomasz Kos zadebiutował w seniorskiej reprezentacji kraju.

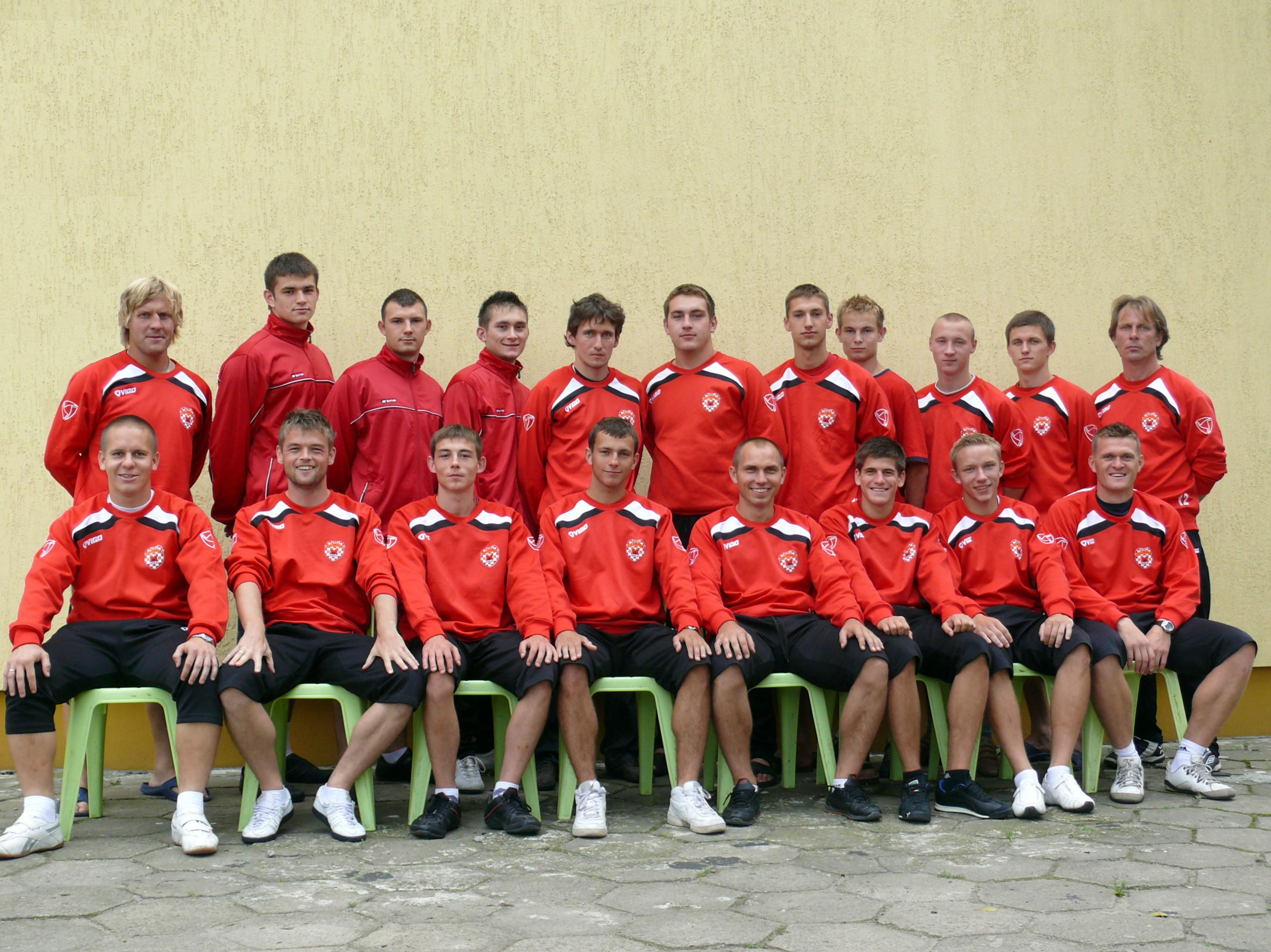
Drużyna MKS Olimpii Koło (2009 r.)

W 2006 i 2007 r. w Kole organizowane były międzynarodowe turnieje piłkarskie juniorów, w których obok kolskiej drużyny występowali piłkarze Kujawiaka Włocławek oraz z Ukrainy (m.in. Ładyżyn, Biłgorod, Tulczyn) i Węgier (Gyöngyös).
W sezonie 2016/2017, po spadku z IV ligi wielkopolskiej, drużynę objął Piotr Krzyżanowski, który wcześniej pracował z drużynami młodzieżowymi. Kadra zespołu zostaje odmłodzona, gdzie szkieletem drużyny zostają zawodnicy związani z Kołem. Na koniec sezonu 2016/2017 kolanie zdobywają wicemistrzostwo, ustępując jedynie MKS Tur 1921 Turek. W 2018 roku zastąpił go Tomasz Mikusik, który odszedł z klubu w 2021 roku, następnym trenerem drużyny był Łukasz Kujawa, który prowadził zespół do lipca 2025 roku. Następnie zastąpił go Dawid Dębowski.

## Sezon 2014/2015 i drużyny młodzieżowe
Na początku sezonu 2014/2015 klub stawiał zdecydowanie na szkolenie dzieci i młodzieży. Bardzo duże zainteresowanie spowodowało powołanie odrębnych, aż trzech drużyn dziecięcych (rocznika 2006 (8 lat), 2007 (7 lat) i grupy naborowej 2008/2009 (5 lat)). W sezonie 2017/2018 funkcjonowało aż 11 drużyn młodzieżowych, gdzie do rozgrywek zostało zgłoszonych aż 14 zespołów – bez grup naborowych. Dwie najstarsze zespoły: junior młodszy (rocznik 2001/2002) i trampkarz starszy (rocznik 2003) występują na poziomie Ligi Wojewódzkiej, a pozostałe rywalizują w Grupach Mistrzowskich powołanych przez Koniński Okręgowy Związek Piłki Nożnej.
Po sezonie 2016/2017 część młodzieżowców trafiło do klubów z wyższych lig: Filip Kołodziejek (Miedź Legnica – I liga), Paweł Pusty (GKS Katowice – I liga), Kacper Gatrzkie, Dominik Jankowski (Ruch Chorzów – I liga), Olaf Ossowski (GKS Bełchatów – II liga).

## Sezon 2017/2018
Zespół seniorski wygrał konińską klasę okręgową, jednocześnie po sezonie 2017/2018 awansując do IV ligi wielkopolskiej.
Drużyna juniorów młodszych (rocznik 2001–2002) grała na co dzień w lidze wojewódzkiej, gdzie kolscy młodzi piłkarze mają możliwość pojedynków z rówieśnikami z zespołów całego województwa wielkopolskiego, m.in. Lecha Poznań, Warty Poznań czy Górnika Konin. Młodsze drużyny rywalizują w rozgrywkach prowadzonych przez Okręgowy Związek Piłki Nożnej w Koninie, gdzie w sezonie 2017/2018 do rozgrywek zostało zgłoszonych aż 15 drużyn w 9 kategoriach wiekowych.

## Sezon 2018/2019
MKS Olimpia Koło występuje na poziomie IV ligi wielkopolskiej (V poziom rozgrywek). IV liga została zreformowana i z dwóch IV lig: północnej i południowej została utworzona jedna liga, tak aby podnieść poziom i atrakcyjność rozgrywek.
PZPN wprowadził jednocześnie program PRO JUNIOR SYSTEM, gdzie celem tego systemu jest przede wszystkim promowanie i wspieranie jakości szkolenia w klubach. Kluby gromadzić będą punkty za występy młodzieżowców i wychowanków w zespołach seniorskich.
W obecnym sezonie 2018/2019 w rozgrywkach udział brała rekordowa ilość drużyn. Barwy Miejskiego Klubu Sportowego reprezentowało aż 15 drużyn, w tym IV-ligowa drużyna seniorów.
Najstarsza drużyna juniorów młodszych (rocznik 2002–2003) grała na co dzień w lidze wojewódzkiej. Pozostałe drużyny młodzieżowej występują w rozgrywkach prowadzonych przez Okręgowy Związek Piłki Nożnej w Koninie, gdzie w sezonie 2018/2019 do rozgrywek zostało zgłoszonych aż 14 drużyn w 11 kategoriach wiekowych.

## Sukcesy sekcji piłkarskiej

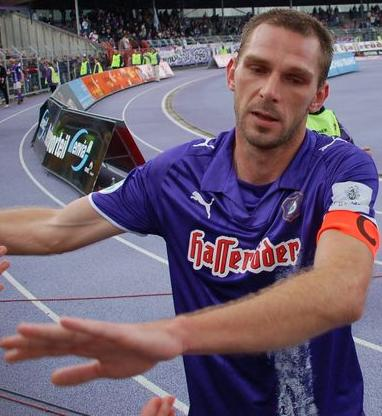
Tomasz Kos – jedyny wychowanek klubu, który zdobył tytuł Mistrza Polski (1998 r. z ŁKS Łódź)

- 9. miejsce na 3. poziomie ligowym: 1963/1964
- 3. miejsce na 4. poziomie ligowym: 1980/1981, 2003/2004
- występy na 3. poziomie ligowym (wówczas III liga) w latach: 1960, 1963/1964 – 1964/1965. (3 sezony)
- występy na 4. poziomie ligowym w latach: 1980/1981 – 1982/1983, 1985/1986, 1995/1996, 1999/2000 – 2000/2001, 2002/2003–2005/2006 (11 sezonów)
- finał konińskiego Okręgowego Pucharu Polski – 1981/1982, 2002/2003, 2004/2005 (3-krotnie)

## Piłkarze w rozgrywkach ligowych
| Sezon     | Końcowa lokata | Nazwa rozgrywek                 | Poziom ligowy     |
| --------- | -------------- | ------------------------------- | ----------------- |
| 1956      | 10.            | Klasa A poznańska               | IV poziom ligowy  |
| 1957      | 3.             | Klasa B poznańska               | V poziom ligowy   |
| 1958      | 1.             | Klasa B poznańska               | V poziom ligowy   |
| 1959      | 1.             | Klasa A poznańska               | IV poziom ligowy  |
| 1960      | 12.            | Poznańska liga wojewódzka       | III poziom ligowy |
| 1960/1961 | 1.             | Klasa B poznańska               | V poziom ligowy   |
| 1961/1962 | 3.             | Klasa A poznańska               | IV poziom ligowy  |
| 1962/1963 | 1.             | Klasa A poznańska               | IV poziom ligowy  |
| 1963/1964 | 9.             | Poznańska liga wojewódzka       | III poziom ligowy |
| 1964/1965 | 14.            | Poznańska liga wojewódzka       | III poziom ligowy |
| 1965/1966 | 11.            | Klasa A poznańska               | IV poziom ligowy  |
| 1966/1967 | 1.             | Klasa B poznańska               | V poziom ligowy   |
| 1967/1968 | 12.            | Klasa A poznańska               | IV poziom ligowy  |
| 1968/1969 | 1.             | Klasa B poznańska               | V poziom ligowy   |
| 1969/1970 | 7.             | Klasa A poznańska               | IV poziom ligowy  |
| 1970/1971 | 8.             | Klasa A poznańska               | IV poziom ligowy  |
| 1971/1972 | 9.             | Klasa A poznańska               | IV poziom ligowy  |
| 1972/1973 | 11.            | Klasa A poznańska               | IV poziom ligowy  |
| 1973/1974 | 3.             | Klasa B poznańska               | V poziom ligowy   |
| 1974/1975 | 1.             | Klasa B poznańska               | V poziom ligowy   |
| 1975/1976 | 5.             | Klasa A poznańska               | IV poziom ligowy  |
| 1976/1977 | 2.             | Konińska klasa okręgowa         | V poziom ligowy   |
| 1977/1978 | 5.             | Konińska klasa okręgowa         | V poziom ligowy   |
| 1978/1979 | 2.             | Konińska klasa okręgowa         | V poziom ligowy   |
| 1979/1980 | 1.             | Konińska klasa okręgowa         | V poziom ligowy   |
| 1980/1981 | 3.             | IV liga konińsko-włocławska     | IV poziom ligowy  |
| 1981/1982 | 9.             | IV liga konińsko-włocławska     | IV poziom ligowy  |
| 1982/1983 | 10.            | IV liga konińsko-włocławska     | IV poziom ligowy  |
| 1983/1984 | 4.             | Konińska klasa okręgowa         | V poziom ligowy   |
| 1984/1985 | 1.             | Konińska klasa okręgowa         | V poziom ligowy   |
| 1985/1986 | 11.            | IV liga konińsko-włocławska     | IV poziom ligowy  |
| 1986/1987 | 9.             | Konińska klasa okręgowa         | V poziom ligowy   |
| 1987/1988 | 6.             | Konińska klasa okręgowa         | V poziom ligowy   |
| 1988/1989 | 9.             | Konińska klasa okręgowa         | V poziom ligowy   |
| 1989/1990 | 3.             | Konińska klasa okręgowa         | V poziom ligowy   |
| 1990/1991 | 5.             | Konińska klasa okręgowa         | V poziom ligowy   |
| 1991/1992 | 5.             | Konińska klasa okręgowa         | V poziom ligowy   |
| 1992/1993 | 5.             | Konińska klasa okręgowa         | V poziom ligowy   |
| 1993/1994 | 2.             | Konińska klasa okręgowa         | V poziom ligowy   |
| 1994/1995 | 2.             | Konińska klasa okręgowa         | V poziom ligowy   |
| 1995/1996 | 18.            | IV liga centralna północna      | IV poziom ligowy  |
| 1996/1997 | 4.             | Konińska klasa okręgowa         | V poziom ligowy   |
| 1997/1998 | 5.             | Konińska klasa okręgowa         | V poziom ligowy   |
| 1998/1999 | 1.             | Konińska klasa okręgowa         | V poziom ligowy   |
| 1999/2000 | 15.            | IV liga centralna północna      | IV poziom ligowy  |
| 2000/2001 | 12.            | IV liga wielkopolska południowa | IV poziom ligowy  |
| 2001/2002 | 1.             | Konińska klasa okręgowa         | V poziom ligowy   |
| 2002/2003 | 9.             | IV liga wielkopolska południowa | IV poziom ligowy  |
| 2003/2004 | 3.             | IV liga wielkopolska południowa | IV poziom ligowy  |
| 2004/2005 | 14.            | IV liga wielkopolska południowa | IV poziom ligowy  |
| 2005/2006 | 14.            | IV liga wielkopolska południowa | IV poziom ligowy  |
| 2006/2007 | 2.             | Konińska klasa okręgowa         | V poziom ligowy   |
| 2007/2008 | 1.             | Konińska klasa okręgowa         | V poziom ligowy   |
| 2008/2009 | 9.             | IV liga wielkopolska południowa | V poziom ligowy   |
| 2009/2010 | 8.             | IV liga wielkopolska południowa | V poziom ligowy   |
| 2010/2011 | 14.            | IV liga wielkopolska południowa | V poziom ligowy   |
| 2011/2012 | 1.             | Konińska klasa okręgowa         | VI poziom ligowy  |
| 2012/2013 | 10.            | IV liga wielkopolska południowa | V poziom ligowy   |
| 2013/2014 | 10.            | IV liga wielkopolska południowa | V poziom ligowy   |
| 2014/2015 | 10.            | IV liga wielkopolska południowa | V poziom ligowy   |
| 2015/2016 | 13.            | IV liga wielkopolska południowa | V poziom ligowy   |
| 2016/2017 | 2.             | Konińska klasa okręgowa         | VI poziom ligowy  |
| 2017/2018 | 1.             | Konińska klasa okręgowa         | VI poziom ligowy  |
| 2018/2019 | 19.            | IV liga wielkopolska            | V poziom ligowy   |
| 2019/2020 | 18.            | IV liga wielkopolska            | V poziom ligowy   |
| 2020/2021 | 11.            | IV liga wielkopolska            | V poziom ligowy   |
| 2021/2022 | 17.            | IV liga wielkopolska            | V poziom ligowy   |
| 2022/2023 | 3.             | V liga wielkopolska, grupa II   | VI poziom ligowy  |
| 2023/2024 | 6.             | V liga wielkopolska, grupa II   | VI poziom ligowy  |
| 2024/2025 | 2.             | V liga wielkopolska, grupa II   | VI poziom ligowy  |